# Forum démocratique des Allemands de Roumanie
Le Forum démocratique des Allemands de Roumanie (en allemand : Demokratisches Forum der Deutschen in Rumänien (DFDR), et en roumain : Forumul democrat al Germanilor din România (FDGR)) est un parti politique roumain représentant la minorité allemande de Roumanie.

## Histoire

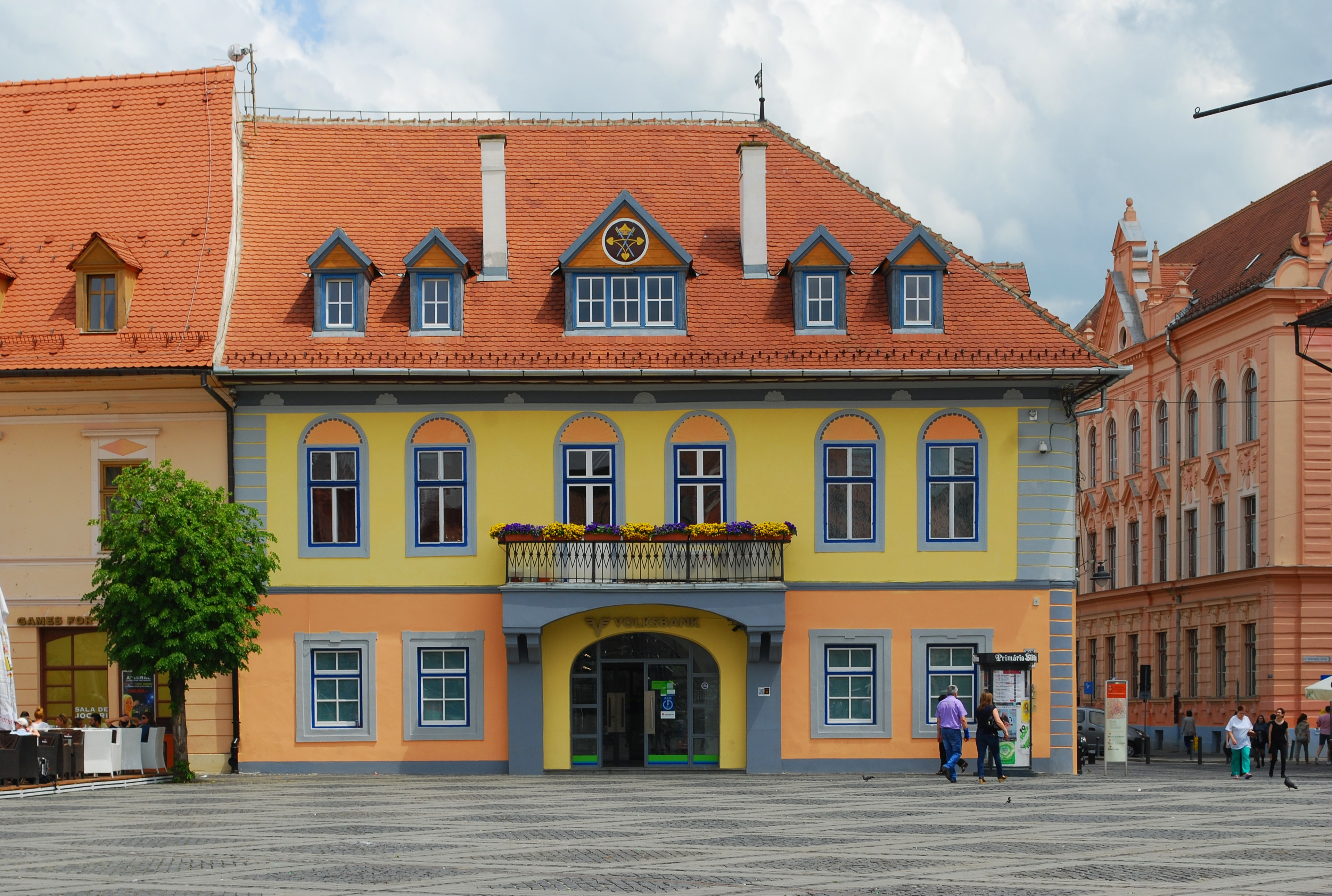
Siège du FDGR/DFDR de Sibiu

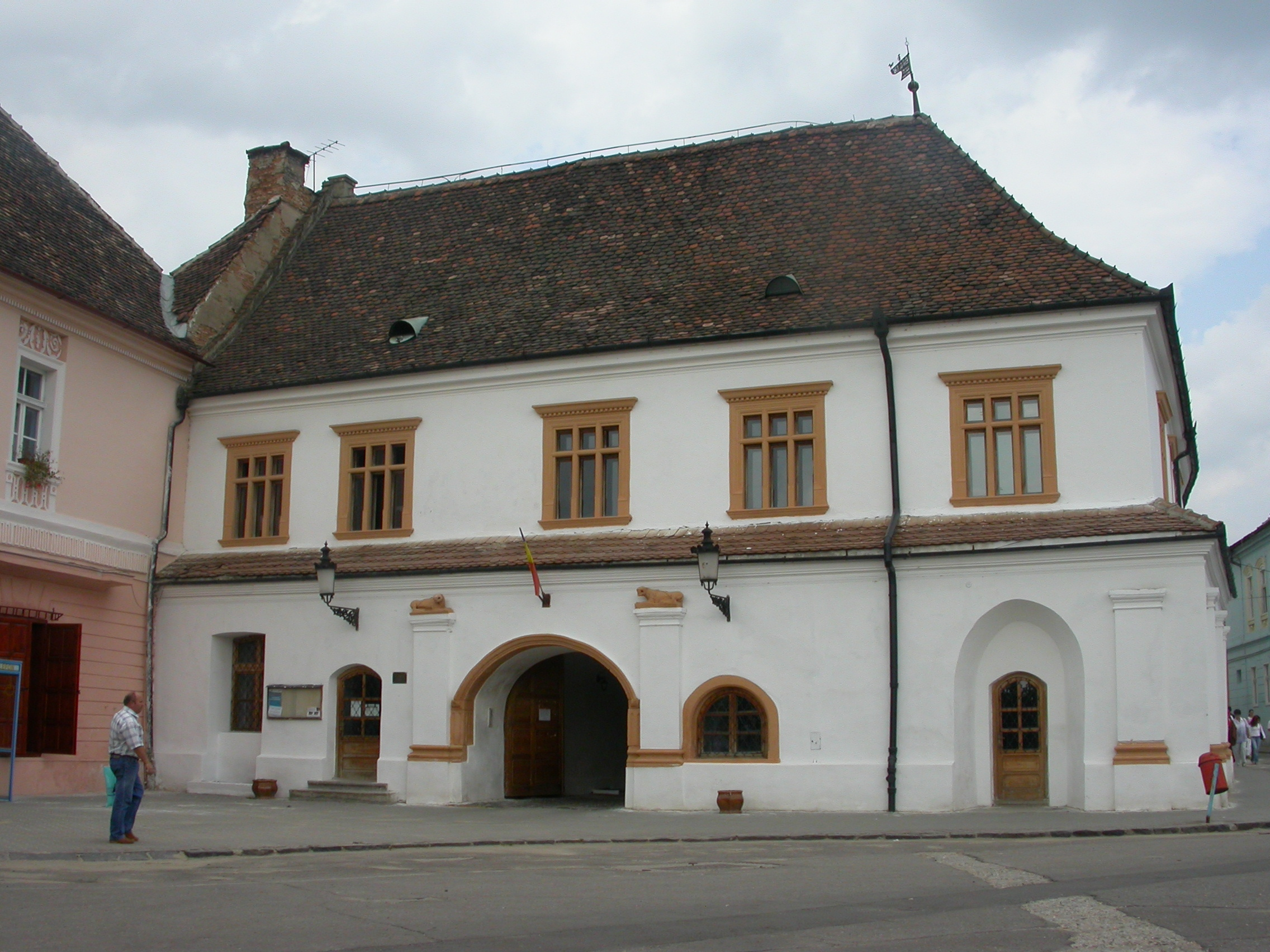
Siège du FDGR/DFDR de Mediaș

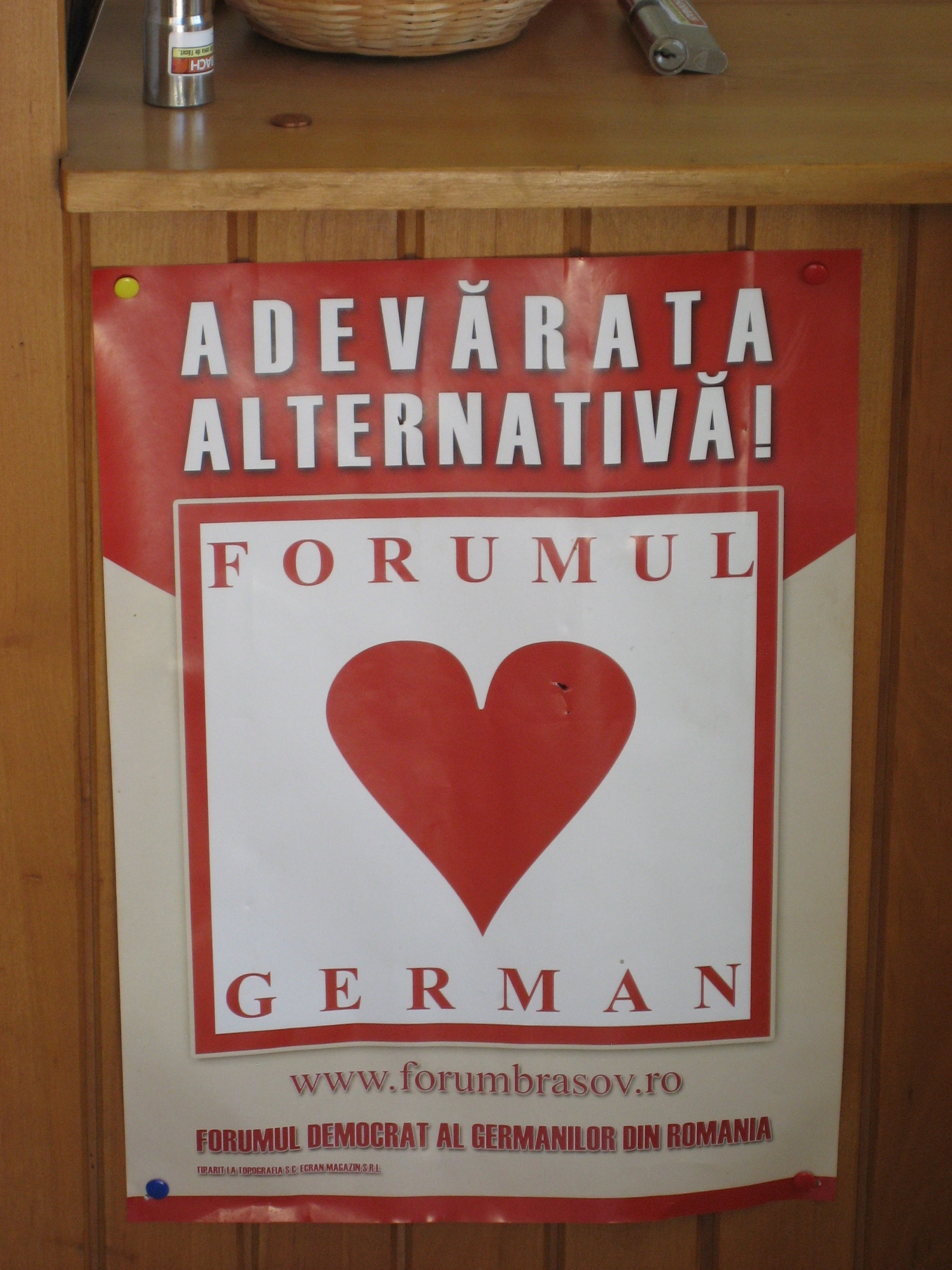
Affiche du FDGR/DFDR à Brașov

Le Forum démocratique des Allemands de Roumanie (FDGR/DFDR) a été fondé à la suite de la révolution de 1989. Bien qu'étant le parti représentant et défendant les intérêts de la minorité allemande en Roumanie, il rencontre également une certaine popularité auprès de certains électeurs appartenant à la majorité roumaine, notamment dans les régions de Transylvanie où vivent des Allemands (plus précisément Allemands de Roumanie), ceux-ci possédant dans l'imaginaire collectif une image d'indépendance et d'intégrité, à l'image de l'ancien maire de Sibiu (allemand : Hermannstadt) et ancien chef du parti, Klaus Iohannis.
Le parti a souvent collaboré avec le Parti national libéral (PNL), dont Klaus Iohannis est l'un des principaux chefs à partir de février 2013 et le président de juin à décembre 2014, date à laquelle il devient président de la Roumanie.

## Présidents
- Thomas Nägler, 1990-1992
- Paul Philippi, 1992-1998
- Eberhard Wolfgang Wittstock, 1998-2002
- Klaus Iohannis, 2002-2013
- Paul-Jürgen Porr, depuis 2013

## Personnalités
- Martin Bottesch, président du Județ de Sibiu entre 2004 et 2012
- Ovidiu Ganț, député européen en 2007, député depuis 2004
- Klaus Iohannis, maire de Sibiu de 2000 à 2014, président de la Roumanie depuis 2014
- Astrid Fodor, maire de Sibiu depuis 2014

## Résultats électoraux

### Élections parlementaires
| Année | Voix   | National | Sibiu | Brașov | Timiș | Satu Mare | Arad | Caraș-Severin |
| ----- | ------ | -------- | ----- | ------ | ----- | --------- | ---- | ------------- |
| 1990  | 38 768 | 0,3      | 5,9   | 1,8    | 1,6   | NC        | 0,8  | NC            |
| 1992  | 34 471 | 0,2      | 3,7   | 1,2    | 1,7   | 1,0       | 0,5  | 1,9           |
| 1996  | 23 888 | 0,2      | 1,4   | 1,1    | 0,5   | 0,2       | 0,8  | 0,8           |
| 2000  | 40 844 | 0,4      | 8,9   | 0,8    | 1,8   | 0,7       | 0,5  | 0,7           |
| 2004  | 36 166 | 0,4      | 10,7  | 0,6    | 0,9   | 0,5       | 0,5  | 0,5           |
| 2008  | 23 190 | 0,3      | 4,3   | 0,7    | 1,0   | 0,4       | 0,5  | 0,5           |
| 2012  | 39 175 | 0,5      | 8,1   | 1,8    | 1,1   | 0,8       | 0,7  | 0,6           |
| 2016  | 12 375 | 0,2      | 1,8   | 0,6    | 0,5   | 0,4       | 0,2  | 0,3           |
| 2020  | 7 582  | 0,1      | NC    | NC     | NC    | NC        | NC   | NC            |

### Élections dans les conseils de județ
| Année | National | National | National  | Sibiu   | Brașov | Timiș  | Arad   | Caraș-Severin |
| Année | Voix     | %        | Sièges    | Sibiu   | Brașov | Timiș  | Arad   | Caraș-Severin |
| ----- | -------- | -------- | --------- | ------- | ------ | ------ | ------ | ------------- |
| 1996  | 18 568   | 0,21     | 4 / 1642  | 1 / 39  | 0 / 41 | 1 / 45 | 1 / 39 | 1 / 39        |
| 2000  | 21 882   | 0,26     | 4 / 1718  | 4 / 39  | 0 / 41 | 0 / 45 | 0 / 39 | 0 / 39        |
| 2004  | 76 843   | 0,84     | 11 / 1436 | 11 / 33 | 0 / 35 | 0 / 37 | 0 / 33 | 0 / 31        |
| 2008  | 46 872   | 0,56     | 9 / 1393  | 9 / 32  | 0 / 34 | 0 / 36 | 0 / 32 | 0 / 30        |
| 2012  | 62 528   | 0,64     | 11 / 1393 | 9 / 32  | 2 / 34 | 0 / 36 | 0 / 32 | 0 / 30        |
| 2016  | 42 652   | 0,51     | 10 / 1436 | 8 / 33  | 2 / 35 | 0 / 37 | 0 / 33 | 0 / 31        |
| 2020  | 24 333   | 0,34     | 5 / 1340  | 5 / 32  | 0 / 34 | 0 / 36 | 0 / 32 | 0 / 30        |

### Localités ayant un maire FDGR
- Sibiu : Astrid Fodor, depuis 2014
- Cămin : Imre Sütő, depuis 2012

Logotype officiel du parti en allemand

- Sanislău : Ioan-Zoltan Kardosi, depuis 2012
- Turulung : Gheorghe-Nicolae Gyákon, depuis 2012
- Urziceni : Iosif Mellau, depuis 2008

De plus, lors des élections locales de 2016, le parti remporte 91 sièges de conseillers municipaux, dans 32 communes.